# قائمة حلقات أولاد الجيران
اولاد الجيران (بالانجليزية: codename: kids next door) هو مسلسل رسوم متحركة أمريكي من تأليف توم واربورتن لصالح قناة كرتون نتورك» يتتبع المسلسل مغامرات مجموعة متنوعة من خمسة أطفال يعملون من منزل شجرة عالي التقنية، ويقاتلون ضد طغيان البالغين والمراهقين باستخدام تقنية 2×4 المتقدمة باستخدام أسمائهم الرمزية (1و2 و3 و4 و5)، فهم قطاع V، وهو جزء من منظمة عالمية تسمى منظمة اولاد الجيران

## قائمة الحلقات

### الحلقات التجريبية (1998-2001)
| الرقم في السلسلة | الرقم في الموسم | العنوان                                               | تاريخ البث الأصلي |
| --- | --------------- | ----------------------------------------------------- | ----------------- |
| 01 | 01              | «كيني والشمبانزي: هل هو مرض؟ أم شمبانزي وجدري الماء؟» | 06 نوفمبر 1998    |
| البروفيسور اكس اكس اكس ال ، عالمٌ مجنون، يستأجر كيني وشمبانزيه الأليف تشيمبي لحصر أحدث الأمراض المميتة التي أُضيفت إلى مجموعته، بينما ينطلق لمواجهة جمعية أولياء الأمور والمعلمين المحلية، على كيني الحفاظ على نظام المختبر، بينما يُلحق تشيمبي الضرر بعينات الأمراض                                          |                 |                                                       |                   |
| 02 | 02              | «"لا يوجد حرف P في Ool"»                              | 20 يوليو 2001     |
| عندما مدد السيد وينك والسيد فيب الشريران فترة السباحة المخصصة للبالغين في مسبح الحي، أُرسلت إنذارات حمراء إلى "اولاد الجيران" لإيقافهما، اقترح الرقم واحد استخدام سلاح "كيد-أ-بولت"، وهو سلاح من "اولاد الجيران"، لإنهاء هذا الاستبدادء لكن خطتهم فشلت، تاركين لهم وسائل أخرى لمواجهة السيد وينك والسيد فيب |                 |                                                       |                   |